# DR Evergreen
DR Evergreen är en av Danmarks Radios renodlade musikkanaler. Kanalen startade den 2 maj 2005 och sänder, så kallad, evergreenmusik dygnet runt på Internet. Musiken är både dansk och utländsk, även om engelskspråkig musik dominerar stort.
Exempel på artister som spelas i kanalen är:
- Charles Aznavour
- Burt Bacharach
- Otto Brandenburg
- Eva Cassidy
- Perry Como
- Bent Fabricius-Bjerre
- The Fifth Dimension
- France Gall
- Astrud Gilberto
- Gitte Hænning
- Grethe och Jørgen Ingmann
- Diana Krall
- Lill Lindfors
- Birgit Lystager
- Matt Monro
- Harry Nilsson
- Frank Sinatra
- Barbra Streisand
- Dionne Warwick
- Dinah Washington
- Sarah Vaughan
- Andy Williams